# 환급금
환급금은 납세자가 정해진 세금에서 그 이상의 세금을 납부했을 때 환급받을 수 있는 금액을 가리키는 단어이다. 

## 설명
환급금의 종류에는 크게 2가지가 존재한다. 국세환급금, 해약환급금이 존재한다. 다만 두개의 환급금은 차이가 존재하는데 국세환급금은 국가에서 하는 환급금이지만 해약환급금은 보험사에서 하는 환급금이란 차이가 존재한다. 환급금이 발생하게 되면 보통 30일 이내로 납세자나 보험사의 고객에게 돌려주는데 이는 대통령령이 정한 이율에 따라서 계산금을 합산하게 된다. 국세환급금의 경우는 국세청에서 운영하는 앱인 홈택스, 손택스, 정부24시에서 직접 확인하는 것이 가능하다. 해약환급금의 경우는 보험사의 홈페이지 사이트에 들어가서 직접 확인하여 환급받을 수 있다.

## 같이 보기
- 세금
- 국세청